# 서울 노원 유나이티드 FC

홈 경기장으로 사용되었던 서울올림픽주경기장

서울 노원 유나이티드 FC(Seoul Nowon United Football Club)는 대한민국 서울특별시에 있었던 축구 선수단이다. 서울유나이티드스포츠클럽이 운영했던 남자 세미프로 축구단이며, 2006년에 창단되었고 2025년에 해단되었다. 2018년까지 '서울 유나이티드 FC'가 공식명칭이었으며 줄여서 '서유'라고도 호칭된다.
2007년 서울특별시를 연고지로 창설하여 송파구의 서울올림픽주경기장을 홈 구장으로 사용했으며, 2011년부터 노원구의 마들스타디움을 홈 구장으로 사용하다가 2019년에는 연고지를 서울 노원구로 한정하여 정착했다.
2001년부터 창단 작업에 들어가 2004년에 법인을 설립하였고, 2007년 3월 31일에 창단식을 거행하고 그해 시작된 K3리그에 원년멤버로 참가하였다. 이 팀은 시민구단이지만 시청 소속이 아닌 시민들이 자발적으로 만들며 시작하였기 때문에, 팬들의 투자로 설립된 주식회사 형태의 구단으로 팬들이 구단의 지분을 직접 소유하는 방식을 채택하였다. 기업이나 지자체가 아닌 팬들만의 출자로 정규 리그에 참가하는 구단이 설립된 것은 대한민국 축구 역사상 서울 유나이티드가 최초이다. 창단 당시부터 현재까지 팬 제일주의를 뜻하는 'Fans Come First'를 슬로건으로 사용한다.
2008년 K3리그 창립 멤버이며, 지난 시즌 K3리그 시범리그 우승 팀이다. 서울은 K3리그 팀으로서는 유일하게 2년 연속 FA컵 예선 3라운드에 진출한 팀이고, 최초로 공식 경기에서 대학교 축구부를 격파한 전적이 있는 K3리그 팀이기도 하다. 서울은 K3리그에서 가장 많은 수의 기업들에게 후원을 받고 있는 팀이며 궁극적으로 K리그 승격을 목표로 하고 있다. J3리그의 FC 류큐와 자매결연 관계이기도 하다.
K리그 득점상 수상자 출신인 임근재 감독이 2007년부터 두 시즌 간 초대감독을 맡았으며, 현재 감독은 10대 감독 조동현 감독이다.
팀의 상징은 백호이며 홈 유니폼 색깔은 흑색과 백색의 스트라이프이다. 흑백의 스트라이프는 백호의 줄무늬를 의미하기도 한다.
성인팀 외에 구단 자체 인터넷 방송인 SUTV를 운영중이며, 전국 초중고 축구리그에도 U-18 고등부 팀을 운영중이다.
스카 밴드인 킹스턴 루디스카와 풋볼 프리스타일 세계챔피온 우희용 등이 클럽 홍보대사로 활동하였으며, 2007 시즌을 소재로 서울 유나이티드, 이제 시작이다라는 다큐멘터리 영화가 제작되기도 했다.
2013년 들어 협동조합 형태로 구단을 재편하였으며, 프로축구 2부리그인 K리그 챌린지 참가를 시도하기도 했다.

## 역사

### 창단 이전
한국프로축구연맹은 수도 연고 구단의 필요성을 느끼고 1999년부터 K리그에 다시 서울 연고 프로축구단을 만들기로 결정한다. 그리고 이듬해 2000년 5월 12일 이사회에서 신생구단 창단을 우선하고 불가시 연고지 이전을 허용한다는 원칙을 세우고 서울연고팀을 만들기 위한 준비작업을 실시한다. 그러나 서울 연고 신생팀을 추진했던 옥타곤 컨소시엄의 창단이 무산되면서 서울 연고팀 문제는 다시 수면 아래로 가라앉게 되었다.
한편 기업과는 별도로 2001년부터 서울시민들에 의해 서울 연고 프로축구단 창단 운동이 일어났다. 서울의 축구 팬들은 K리그 올스타전에서 '서울 FC'라는 통천을 올리고, 서명운동과 국제심포지엄을 개최하는 등의 활발한 활동을 벌였다. 이러한 팬들의 노력 끝에 K리그에 서울팀을 창단한다는 결정이 내려지게 된다. 그러나 이러한 창단 운동은 2003년 안양 LG 치타스의 서울로의 연고 복귀로 퇴보를 겪었다. K리그에서 손꼽히는 서포터들이었던 안양 팬들과 국가대표 서포터즈 클럽인 붉은악마, K리그 서포터즈 연합 등 대한민국 축구팬들의 격렬한 반대에도 불구하고, 안양 LG 치타스를 보유하고 있던 LG스포츠는 일방적으로 서울로의 연고이전을 발표하였다고 알려져 있지만 사실상 안양은 서울로 연고 복귀를 한것이다. 무작정 연고이전이라고 우기던 팬들은 LG스포츠의 연고 복귀 발표 후 공동 명의의 성명서를 발표하고 대한축구협회 사옥 앞에서 대규모 항의 집회를 여는 등 강력한 반대 운동을 전개하였으나 이러한 반대에도 불구하고 LG스포츠는 연고 복귀를 하였다. 이후 LG가 그룹 분리를 하면서 LG스포츠도 GS그룹에 분리되어 넘어가게 되었고 그 과정에서 FC 서울로 구단명을 변경하고 서울월드컵경기장을 홈 구장으로 쓰기 시작했다.
안양 축구 팬들 뿐만 아니라 연고 이전을 반대한 서울 축구 팬들은 계속해서 창단 운동을 지속해 나갔으나 기업 구단이 서울에 들어온 상황에서 서울 시민 구단이 기업들의 지원을 받기는 쉽지 않아(그러나 이는 FC서울을 욕하고 이른바 "원죄"를 덮어씌우기 위한 주장이고, 공금횡령등의 내부적인 문제로부터 기인한 측면이 크다), 창단 운동은 벽에 부딪히게 된다. 그러던 중 2007년 K3리그가 출범하면서 시민구단 창단을 추진해 온 팬들은 K3리그 구단 설립과 참가를 결정한다. 서울 연고의 아마추어 팀인 굿 프렌즈와 진서울 FC가 합병하여 팀을 만들고 서울올림픽주경기장을 홈 구장으로 선택했다. 주주공모를 통해 50명의 시민주주가 각각 100만원 이상의 자본금을 출연하여 서울 유나이티드 주식회사가 출범하였고, 나이키와 SHOW, Goal.com등 대형 스폰서의 지원을 얻어 내었다. 7년간의 팬들의 노력으로 만들어진 서울 유나이티드는 2007년 3월 31일 해오름식(출범식)을 갖고, 4월 21일 창원 두대 FC와의 K3리그 개막전으로 역사적인 첫 경기를 가졌다.

### 창단 초창기 (2007~2009년)
서울 유나이티드 2007 시즌
창단 첫 해인 2007년 K3리그에서 전기리그 3위, 후기리그 2위, 통합 1위의 성적으로 플레이오프에 진출하였고, 천안 FC를 플레이오프에서 제압하고 화성 신우전자를 챔피온결정전에서 꺾으며 K3리그 첫 우승 팀이 되었다. 팀의 스트라이커인 7번 제용삼은 K3리그 득점왕, K3리그 도움왕, K3리그 MVP를 싹쓸이하는 맹활약을 펼쳤다. 시즌이 끝난 후 대한축구협회 선정 2007 일반부 최우수단체상을 수상하였고, 임근재 감독은 일반부 최우수 지도자상을 수상하였다. 미드필더 이재명은 팀에서 주최한 팬 선정 올해의 선수에 선정되었다.
서울 유나이티드 2008 시즌
2007년 K3리그 우승 팀 자격으로 2008년 FA컵 예선 2라운드에 진출하여 전주 EM을 제압하고 예선 3라운드에 진출하였으나 고려대학교에 승부차기 끝에 패배하여 32강 본선 플레이오프 진출에는 실패하였다.
서울 유나이티드는 팀의 두 번째 정규 리그 시즌인 2008년 K3리그에서 15개의 참가팀 중 전·후기리그 통합 5위의 성적을 거두었다. 2008 시즌에는 챌린저스리그 페어플레이팀상을 수상하였다.
서울 유나이티드 2009 시즌
2009 시즌 개막을 앞두고 새로운 스폰서로 스포츠토토가 합류하였고, 홈 구장이 위치한 송파구와 연고 협약을 체결하여 협력관계를 구축하였다. 또한 맥도날드와 어린이 축구교실을 공동으로 진행하기로 합의하였다.
서울 유나이티드는 2008 시즌 K3리그 5위팀까지 주어지는 FA컵 예선 진출권을 얻어 2009년 FA컵 예선에 참가하였다. 예선 1라운드에서 2008 시즌 K3리그 통합순위 1위팀인 용인 시민축구단을 맞아 1:0의 승리를 거둔 후, 예선 2라운드에서 2008년 전국춘계대학축구연맹전 준우승 팀인 전주대학교와 격돌하여 또다시 1:0으로 승리하였다. 서울의 이 승리는 K3리그 팀이 대학 팀과 맞붙어 역사상 처음으로 거둔 승리이다. 서울은 예선 3라운드에서 2008 U리그 우승 팀인 경희대학교와 격돌하였으나 1:1로 비긴 후 승부차기에서 패하여 FA컵 본선 진출이 좌절되었다.
2009년 전국체육대회 서울특별시 예선 결승전에 진출하여 7월 16일 팀 역사상 최초로 내셔널리그 팀인 노원 험멜과 맞붙었으나 연장 승부 끝에 2-3으로 패배하여 본선 진출 자격 획득에 실패하였다.
한편 2009 시즌 중반부터 2010 시즌까지 서울 유나이티드의 홈 경기는 효창운동장에서 열렸다. 이것은 비용 절감을 위한 것이기도 하지만, 리그 일정이 늦게 확정되면서 서울이 2009 시즌의 몇몇 홈 경기 날짜에 홈구장인 서울올림픽주경기장을 예약하지 못하였기 때문이다.
서울 유나이티드는 팀의 세 번째 시즌인 2009년 K3리그에서 17개 팀 중 13위를 차지하였다. 서울은 시즌 막바지에 4연승을 거두는 등 선전했으나, 전반기의 얇은 선수층으로 인한 시즌 중반까지의 부진을 극복하지 못하고 13위에 머물렀다. 2009 시즌에는 정명호가 팬 선정 올해의 선수로 선정되었다.

### 잠실을 떠나다 (2010년~2012년)
서울 유나이티드 2010 시즌
1월, 서울은 김강남을 신임 감독으로 선임하였다. 주로 효창운동장에서 홈경기를 치렀다. 7월부터 성남 일화 천마의 축구 선수인 장학영이 공익근무요원의 신분으로 2년간 서울 유나이티드에서 활약하였다. 양대 리그제로 치러진 서울은 B조 5위, K3리그 통합 10위의 성적을 기록하였다.
서울 유나이티드 2011 시즌
서울유나이티드는 기존의 송파구에 이어 노원구와 추가로 협약을 맺고 마들스타디움을 홈 경기장으로 사용하고 있다. 챌린저스리그은 지난 시즌에 이어 양대리그제를 채택하였으며, 서울은 추첨을 통해 A조에 배정되어 조 4위, 통합 10위의 성적을 거두었다. 한편, 2011년 FA컵 1라운드 진출권은 리그 통합 성적 2위부터 9위까지 부여되었으나, 지난 시즌 2위팀이었던 삼척 신우전자가 2011 시즌 리그 불참을 선언하면서 서울이 FA컵 1라운드에 출전하게 되었다. 서울은 1라운드에서 광운대학교와 맞붙었으나 수비 불안으로 3-4로 패하며 2라운드 진출에 실패하였다. 서울은 서울특별시장기 축구대회에 출전하여 1라운드에서 서울 FC 마르티스를 제압하고 결승에 진출하여 내셔널리그 팀인 충주 험멜과 격돌하여 연장전까지 0-0으로 승부를 가리지 못한 끝에 승부차기에서 승리하며 우승을 차지하였다. 서울특별시장기 축구대회는 전국체전 서울특별시 대표 선발전을 겸하기 때문에 서울은 전국체전에 서울특별시 대표로 출전하였고, 본선 1라운드에서 경찰 축구단과 대결하였으나 0-4로 패했다.
서울 유나이티드 2012 시즌
2012 시즌부터 배형렬 수석코치가 감독으로 선임되었다. 챌린저스리그는 지난 두 시즌과 마찬가지로 양대리그제를 채택하였고, 서울은 추첨 결과 B조에 배정되었다.
서울은 작년과 마찬가지로 이번 년도에도 FA컵 진출권을 확보하지 못했으나 전년도 리그 9위팀인 전주 EM이 출전을 포기하면서 FA컵 1라운드 출전권을 얻게 되었다. FA컵 1라운드에서 지난 시즌 U리그 중부리그 무패우승 팀인 한남대학교와 대결한 끝에 2-4로 패하며 2라운드 진출이 좌절되었다. 서울은 작년 에도 서울특별시장기 우승 팀으로서 시드 배정을 받아 서울특별시장기 축구대회 결승으로 직행하였으며, 예선을 거쳐 올라온 중랑 코러스 무스탕과 대전해 6-3으로 승리하여 2년 연속 서울특별시장기 우승을 차지하게 되었다. 한편, 시즌 중반부터 서울 유나이티드와 서울특별시간 협력관계가 강화됨에 따라 서울특별시의 공식 슬로건인 '희망서울'이 중앙에 부착된 유니폼을 사용하고 있다. 일부 경기는 다시 서울올림픽주경기장에서 개최되었다.

### 본격적인 프로화 움직임 (2013년~2017년)
서울 유나이티드 2013 시즌
2013 시즌에는 김창겸 감독이 7대 감독으로 선임되었다. 서울특별시장기 축구대회 결승에서 우승해 3년 연속 전국체전 서울시 대표로 출전했다.
박원순 서울시장은 유럽 순방중 바르셀로나 방문에서 서울유나이티드의 협동조합화를 언급하였고 서울유나이티드는 자체적으로 협동조합을 통한 프로화를 추진 중이라는 사실을 밝혔다. 이에 팬들은 서울올림픽주경기장에서 열린 2013년 EAFF 동아시안컵 3차전에서 구단의 프로화를 지지하는 걸개를 걸었으며 구단은 8월 7일부로 서울시로부터 협동조합 신고필증을 받았다.
11월, 공식 홈페이지에 K리그 챌린지 관련 구단 상황에 대한 글이 올라왔다. 재정, 조직, 선수단 구성 미흡을 들어 서울시 측이 연고협상을 거부하고 있는 것이다. 이에 서포터즈 클럽 서유불패는 11월 19일 구단의 프로화를 지지하고 서울시 연고협약 체결을 촉구하는 성명서를 발표하였다.
하지만 K리그 챌린지 진출에 실패했다는 구단 공지가 올라오며, 최종적으로 2014 K리그 챌린지 진출은 무산되었다.
서울 유나이티드 2014 시즌
유기흥 감독이 8대 감독으로 선임됐다. FA컵 1라운드에서 상지대학교에게 패하며, 또 한번 1라운드에 머물러야 했다. 또한 시즌 초반부터 연패를 당하며 하위권에 머무르는 불안한 행보를 보였다. 서울특별시장기 축구대회 결승에선 패배하여 준우승에 머물렀고, 전국체전에도 나갈 수 없게 되었다. 결국 리그 최약체 서울 FC 마르티스에게까지 패하며 14위로 시즌을 마감했으며, 또한 구단 역사상 최소 득점을 기록한 시즌이 되었다.
서울 유나이티드 2015 시즌
최상국 감독을 9대 감독으로 선임하고, 비시즌 동안 시즌을 빠르게 대비하는 움직임을 보였다. J3리그 소속 FC 류큐와 자매 결연을 맺어 정기 교류전을 가지기로 합의했으며, 3월 1일 첫 교류전을 치렀다. 14일, 고양시민축구단과의 K3리그 경기에서 시즌 첫 승을 거뒀다. FA컵은 2라운드에서 상지대에게 일격을 당해 탈락했다. 시즌 초반 2개월 동안이나 승리를 거두지 못하며 하위권으로 떨어지는 부진을 겪었으나 중반부터 득점력이 살아나며 중위권에 안착했다. 그러나 후반기 리그 개막 직전 오성진, 최예찬, 임동현 등 핵심 선수들의 잇따른 이탈로 조직력이 약화되었고, 후기 조별리그 전패를 기록하였다. 최종 성적은 조 9위, 통합 17위로 구단 역사상 가장 낮은 순위로 시즌을 마감하게 되었다. 다만, 득점 부분에선 공격적인 패스축구를 구사하며 작년에 비해 공격력이 개선되었다는 평을 받았다.
서울 유나이티드 2016 시즌
프리시즌 동안 최상국 감독과의 계약을 1년 더 연장하고, 오성진, 최예찬 등의 핵심 선수를 복귀시킨데 이어 청춘FC에서 활약한 길정현, 임근영, 명승호, 최원태 선수를 영입하며 팬들의 기대감을 높였다. FA컵은 1라운드에서 SMC엔지니어링에 패해 탈락했다. 6월 10일, 조동현 감독을 10대 감독으로 선임하였다. 같은 달 27일, 곽선우 전 성남 FC 대표이사를 신임 사장으로 임명했다. 리그 최종 순위 17위를 기록하여 2017 시즌 K3 베이직리그로의 강등이 확정되었다.

### 주춤기 (2017년 ~ )
2017년 서울 유나이티드는 K3리그 베이직에서 첫 시즌을 치렀다. 하지만 시즌 동안 단 1승도 거두지 못한채 0승 2무 14패라는 처참한 성적을 남기며 베이직리그 꼴지에 그쳤다.
2019년 구단명을 서울 노원 유나이티드로 변경했다.
2020 시즌을 앞두고 K4리그에 참여하기로 결정했다.

## 선수단

### 1군 선수단
- 2023년 2월 12일 기준

참고: FIFA 자격 규정에 따라 소속된 국가대표팀 국기를 표시합니다. 선수는 복수의 FIFA 비회원국 국적을 가지고 있을 수 있습니다.
| 번호 | 포지션 | 국적 | 이름   |
| ---- | ------ | ---- | ------ |
| 1    | GK     |      | 노총재 |
| 2    | DF     |      | 신성화 |
| 3    | DF     |      | 김현승 |
| 4    | DF     |      | 이승원 |
| 5    | DF     |      | 박강산 |
| 6    | DF     |      | 김유환 |
| 7    | MF     |      | 박준형 |
| 8    | MF     |      | 이제호 |
| 9    | FW     |      | 정성욱 |
| 10   | MF     |      | 조명철 |
| 11   | FW     |      | 이예찬 |
| 13   | MF     |      | 최원철 |
| 14   | MF     |      | 김도형 |
| 15   | DF     |      | 김경호 |
| 16   | DF     |      | 김성태 |
| 17   | DF     |      | 손호진 |
| 18   | DF     |      | 정민우 |

| 번호 | 포지션 | 국적   | 이름   |
| ---- | ------ | ------ | ------ |
| 19   | MF     |        | 최현서 |
| 20   | MF     |        | 박강토 |
| 21   | MF     |        | 이동건 |
| 22   | FW     |        | 권용주 |
| 24   | DF     |        | 최지수 |
| 25   | MF     |        | 구본준 |
| 26   | MF     |        | 김민훈 |
| 31   | GK     |        | 임진섭 |
| 32   | DF     |        | 송동현 |
| 33   | MF     |        | 최홍찬 |
| 34   | FW     | 미얀마 | 제니트 |
| 35   | DF     |        | 민승기 |
| 36   | MF     |        | 황찬원 |
| 37   | DF     |        | 김기현 |
| 39   | DF     |        | 김광용 |
| 40   | DF     |        | 이성재 |
| 42   | MF     |        | 김광민 |
| 43   | MF     |        | 강찬   |
| 44   | DF     |        | 윤서호 |
| 45   | MF     |        | 김성수 |
| 46   | MF     |        | 오주현 |
| 47   | MF     |        | 김연왕 |
| 55   | DF     |        | 김도엽 |
| 70   | FW     |        | 한민성 |
| 71   | FW     |        | 정건우 |
| 77   | GK     |        | 길재영 |
| 88   | DF     |        | 손태극 |
| 97   | MF     |        | 진강민 |
| 99   | FW     |        | 이동원 |

## 코칭스태프 및 운영진
| 직위          | 이름   | 비고 |
| ------------- | ------ | ---- |
| 사장          | 곽선우 |      |
| 단장          | 원호인 |      |
| 기술이사      | 김강남 |      |
| 감독          | 조동현 |      |
| 코치          | 김창민 |      |
| 팀닥터        | 문향정 |      |
| U-18 감독     | 김경범 |      |
| 유소년 책임자 | 조대흥 |      |

## 기록과 통계

### 우승 기록
- K3리그
  - 우승 (1) : 2007
- 서울특별시장기 축구대회
  - 우승 (3) : 2011, 2012, 2013

### 주요 대회 참가 기록
- 전국체전 서울특별시 대표 (3) : 2011, 2012, 2013

### 주요 승리 기록
| 기록 | 일자            | 경기내용                     | 비고         |
| ---- | --------------- | ---------------------------- | ------------ |
| 1승  | 2007년 4월 28일 | 화성 신우전자 홈 1:0         | 창단 첫 승리 |
| 10승 | 2007년 10월 3일 | 대구 한국파워트레인 원정 6:3 |              |
| 50승 | 2011년 8월 27일 | 남양주 시민축구단 홈 4:2     |              |

- 최다점수차 승리 기록 : 15:0. 2015년 6월 20일 서울 마르티스 전(홈).

### 주요 득점 기록
| 기록    | 선수   | 일자            | 경기내용      |
| ------- | ------ | --------------- | ------------- |
| 1호골   | 제용삼 | 2007년 4월 21일 | 창원전 (홈)   |
| 10호골  | 제용삼 | 2007년 6월 9일  | 은평전 (원정) |
| 100호골 | 제용삼 | 2008년 10월 3일 | 파발전 (홈)   |
| 200호골 | 김규태 | 2010년 4월 10일 | 춘천전 (홈)   |

### 각종 연속 기록
- 연속무패기록 : 18경기 (12승 6무). 2007년 5월 26일 아산 전 ~ 11월 25일 화성전. (컵대회 제외)
- 연속승리기록 : 5연승. 2013년 8월 17일 아산 전 ~ 9월 28일 중랑 전.

### 역대 시즌 기록
| 시즌 | 리그               | 팀수  | 순위  | 경기 | 승 | 무 | 패 | 득 | 실 | 승점 | FA컵              | 기타 | 감독          | 항목                         |
| ---- | ------------------ | ----- | ----- | ---- | -- | -- | -- | -- | -- | ---- | ----------------- | ---- | ------------- | ---------------------------- |
| 2016 | K3리그             | 20    | 17    | 19   | 3  | 3  | 13 | 26 | 53 | 12   | 1라운드           |      | 조동현 최상국 | 서울 유나이티드 FC 2016 시즌 |
| 2015 | K3리그 (B조)       | 18(9) | 17(9) | 25   | 5  | 4  | 16 | 51 | 59 | 19   | 2라운드           |      | 최상국        |                              |
| 2014 | 챌린저스리그 (A조) | 18(9) | 14(7) | 25   | 6  | 4  | 15 | 28 | 52 | 22   |                   |      | 유기흥        |                              |
| 2013 | 챌린저스리그 (B조) | 18(9) | 10(5) | 25   | 11 | 3  | 11 | 53 | 54 | 36   |                   |      | 김창겸        |                              |
| 2012 | 챌린저스리그 (B조) | 18(9) | 9(6)  | 25   | 11 | 5  | 9  | 62 | 56 | 38   |                   |      | 배형렬 윤표호 |                              |
| 2011 | 챌린저스리그 (A조) | 16(8) | 10(5) | 22   | 7  | 5  | 10 | 44 | 46 | 26   |                   |      | 김강남 임근재 | 서울 유나이티드 FC 2011 시즌 |
| 2010 | K3리그 (B조)       | 18(9) | 10(5) | 25   | 10 | 8  | 7  | 47 | 31 | 38   |                   |      | 김강남 임근재 |                              |
| 2009 | K3리그             | 17    | 13    | 32   | 11 | 7  | 14 | 70 | 56 | 40   | 예선 3라운드 진출 |      | 이창환        | 서울 유나이티드 FC 2009 시즌 |
| 2008 | K3리그 전기        | 16    | 4     | 15   | 9  | 2  | 4  | 33 | 19 | 29   |                   |      | 임근재        |                              |
| 2008 | K3리그 후기        | 15    | 9     | 14   | 5  | 4  | 5  | 30 | 28 | 19   |                   |      | 임근재        |                              |
| 2008 | K3리그 통합        | 15    | 5     | 29   | 14 | 6  | 9  | 63 | 47 | 48   | 예선 3라운드 진출 |      | 임근재        |                              |
| 2007 | K3리그 전기        | 10    | 3     | 9    | 5  | 3  | 1  | 19 | 7  | 18   |                   | 우승 | 임근재        |                              |
| 2007 | K3리그 후기        | 10    | 2     | 9    | 5  | 4  | 0  | 23 | 11 | 19   |                   | 우승 | 임근재        |                              |
| 2007 | K3리그 통합        | 10    | 1     | 18   | 10 | 7  | 1  | 42 | 18 | 37   |                   | 우승 | 임근재        |                              |

## 클럽 역대 인물

### 역대 감독
| 순번 | 재임시즌       | 이름   | 특이사항                                                                   |
| ---- | -------------- | ------ | -------------------------------------------------------------------------- |
| 1대  | 2007.1-2008.12 | 임근재 | K3리그 1회 우승(K3리그 2007), 2007년 대한축구협회 선정 일반부 최우수지도자 |
| 2대  | 2009.1-2009.12 | 이창환 |                                                                            |
| 3대  | 2010-2011.7    | 김강남 | 2011 서울시장기배 축구대회 우승                                            |
| 4대  | 2011.7-2011.12 | 임근재 | 초대 감독에 이어 재신임                                                    |
| 5대  | 2012.1-2012.7  | 배형렬 | 2012 서울시장기배 축구대회 우승                                            |
| 6대  | 2012.7-2012.12 | 윤표호 |                                                                            |
| 7대  | 2013.1-2013.12 | 김창겸 | 2013 서울시장기배 축구대회 우승                                            |
| 8대  | 2014.1-2014.11 | 유기흥 |                                                                            |
| 9대  | 2014.12-2016.6 | 최상국 |                                                                            |
| 10대 | 2016.6-        | 조동현 | K3 베이직리그로의 강등.                                                    |

## 스폰서십
| 년도          | 유니폼 스폰서 | 메인 스폰서 |
| ------------- | ------------- | ----------- |
| 2007년~2009년 | 나이키        | KT          |
| 2010년        | 디아도라      | KT          |
| 2011년        | 호마          | KT          |
| 2012년        | -             | 서울특별시  |
| 2013년        | 아스토레      | -           |
| 2014년        | -             | 재인스건설  |
| 2015년        | 페널티        | 한맘플러스  |
| 2016년        | 아르볼        | 동우씨엠    |

## 엠블럼과 유니폼
엠블럼은 공개 모집을 통해 회원들에 의해 정해진 안을 갖고 다시 수정을 거쳐 2007 시즌을 앞두고 확정되었다. 축구 전문 디자이너 장부다 씨가 디자인한 것으로 알려져있다. 아리수, 광화문 등 서울특별시를 상징하는 문양들을 새겨넣었으며, 백호를 배치하여 향후 구단 마스코트로 만들 가능성도 남겨놓았다. 뉴캐슬 유나이티드 FC의 엠블럼과 흡사하다는 비판도 있다. 유니폼은 제왕의 상징인 흑색과 순결함의 상징인 백색의 줄무늬로 구성된 홈 유니폼을 창단부터 고수해왔으며, 원정 유니폼은 창단 때는 파란색 단색을 택했으나 잠시 백색, 형광색으로 시즌을 보내기도 했다. 현재는 창단 초기의 유니폼 색과 같은 흑백 줄무늬의 홈 유니폼과 청백 줄무늬의 원정 유니폼을 사용 중이다.

## 클럽 관련 문화

### 팬
창단 초창기 서울올림픽주경기장을 사용했을 당시의 팬들보다는 상당히 숫자가 줄었으나 여전히 서포터즈 클럽 <서유불패>를 주축으로 한 팬들이 상당수 존재한다. 챌린저스리그에서 가장 많은 팬을 보유하고 있으며, 2013년엔 서울올림픽주경기장에서 열린 2013년 EAFF 동아시안컵 3차전에서 구단의 프로화를 지지하는 걸개를 걸기도 하였다. 과거 월등히 많았던 팬 수 때문에 경기장 폭력사태가 일어나 무관중 징계를 받기도 했다.

### 미디어
창단부터 함께 해왔던 자체 중계 방송인 SUTV 가 하이라이트 업로드와 경기 생중계를 맡고 있다. 중계는 다음 팟플레이어로 진행되며, 방송인 교육기관 나비스피치와의 협약을 통해 좀 더 전문화를 시도 중이다. 또한 2013년부터 명예기자 시스템을 새롭게 운영하며 매 경기 구단 경기 리뷰 기사와 인터뷰 등을 진행 중이며 기자들에게 SUTV 해설위원을 맡기기도 하는 모습을 보이고 있다. 각종 기사는 다음 스포츠 뉴스에 업로드되어 접근성이 높은 편이다. 초기부터 지적되어왔던 미디어의 부족함을 잘 메꾸고, 홍보 효과까지 얻었다는 점에서 미디어 부분은 팬들에게 상당한 호평을 받고 있다.

### 라이벌
같은 서울시를 연고로 하는 서울 이랜드 FC는 과거 서유의 홈구장이었던 잠실올림픽주경기장을 사용하게 되며 서유의 프로화시 라이벌 구도가 형성될 듯 하다. 또한 다른 서울 팀인 FC 서울의 2군 팀과 서유가 연습경기를 가진 적도 있었다. 부천 FC 1995가 K3리그에 참여했던 프로화 이전의 시기에는 비교적 많았던 두 팀의 팬들로 인해 두 팀간의 경쟁심이 생겨났고, 언론들도 이를 다루며 라이벌이 형성되었다. 두 팀의 경기는 종종 선수간의 폭력도 일어나며 거친 경기가 많았고, 서포터 간의 충돌도 가끔 일어난 것으로 알려져있다. 2011년부터 서유가 중계역 인근 마들스타디움으로 경기장을 옮기며 7호선 더비라는 이름을 얻기도 했다. 충주 험멜과는 전국체전에서의 악연이 존재한다. 노원구에서 충주로 연고를 이전했음에도 등록은 서울시 소속이라, 2010년 충주가 서유를 꺾고 서울시 대표로 2010년 전국체전에 나서는 해프닝이 벌어졌으며, 이 과정에서 오심으로 인해 두 팀의 사이가 악화되었다.

### 유소년 육성
서울시 내 자치구들과 협력하여 성동구, 서대문구, 노원구, 서초구에서 유소년 축구교실들을 운영중이다. 선수들을 코치로 보내어 지역 내 축구 꿈나무 육성 및 클럽 홍보의 두마리 토끼를 잡으려는 시도를 하고 있다. 또한 프로화를 대비하여 전국 초중고 축구리그에 김경범 감독이 이끄는 U-18 고등부 팀을 운영중이다. 2014 시즌을 앞두고 고등부에서 수비수 김한주 선수가 성인팀으로 합류하여 개막전에 출장하며 구단 유스 출신 1호 선수가 되었다.

## 참고 문헌
- “스포츠지원포털 등록 현황”. 대한체육회.
- “KFA 통합경기정보 시스템”. 대한축구협회.